# Платанија (Драма)
Платанија (грч. Πλατανιά) је насељено место у општини Паранести у периферији Источна Македонија и Тракија, Грчка. Према попису из 2021. године било је 216 становника.
Према бугарском географу и историчару, Василу Канчову, у Платанији је 1900. године живело 900 Турака. Године 1923. турско становништво је принудно исељено у Турску а на њихово место је насељено 238 грчких избегличких породица, којих је на попису из 1928. године било 945. Село се раније звало Козлукој.